# Техногенно забруднені землі
Техноге́нно забру́днені зе́млі — це землі, забруднені внаслідок господарської діяльності людини, що призвела до деградації земель та її негативного впливу на довкілля і здоров'я людей.
До техногенно забруднених земель відносяться землі радіаційно небезпечні та радіоактивно забруднені, землі, забруднені важкими металами, іншими хімічними елементами тощо. При використанні техногенно забруднених земель враховуються особливості режиму їх використання. Особливості режиму і порядку використання техногенно забруднених земель встановлюються законодавством України.